# Piroxicam
Piroxicam là một loại thuốc chống viêm không steroid (NSAID) thuộc nhóm oxicam được sử dụng để làm giảm các triệu chứng của tình trạng viêm đau như viêm khớp. Piroxicam hoạt động bằng cách ngăn chặn việc sản xuất các prostaglandin nội sinh có liên quan đến sự trung gian của đau, cứng, đau và sưng. Thuốc có sẵn dưới dạng viên nang, viên nén và (không phải ở tất cả các quốc gia) dưới dạng gel không cần toa của bác sĩ với nồng độ 0,5%. Nó cũng có sẵn trong một công thức betadex, cho phép hấp thụ nhanh hơn piroxicam từ đường tiêu hóa. Piroxicam là một trong số ít NSAID có thể được sử dụng thông qua đường tiêm chích.
Piroxicam được cấp bằng sáng chế vào năm 1968 cho Pfizer và được chấp thuận cho sử dụng y tế vào năm 1979. Nó trở thành thuốc gốc vào năm 1992, và được bán trên thị trường trên toàn thế giới dưới nhiều tên thương hiệu.

## Sử dụng trong y tế
Piroxicam được sử dụng trong điều trị thấp khớp và viêm xương khớp, đau bụng kinh nguyên phát, đau sau phẫu thuật; và có vai trò như một loại thuốc giảm đau, đặc biệt tại vị trí bị viêm. Cơ quan Dược phẩm Châu Âu đã ban hành một đánh giá về việc sử dụng Piroxicam vào năm 2007 và khuyến nghị rằng việc sử dụng thuốc này chỉ giới hạn trong điều trị các tình trạng viêm mạn tính, vì chỉ trong những trường hợp này, tỷ lệ lợi ích rủi ro của nó mới được chứng minh là thuận lợi.

## Tác dụng bất lợi
Cũng như các NSAID khác, các tác dụng phụ chủ yếu bao gồm: khó chịu ở đường tiêu hóa như buồn nôn, khó chịu, tiêu chảy và chảy máu hoặc loét dạ dày, cũng như đau đầu, chóng mặt, hồi hộp, trầm cảm, buồn ngủ, mất ngủ, chóng mặt, rối loạn thính giác (như ù tai), huyết áp cao, phù, nhạy cảm ánh sáng, phản ứng da (bao gồm, mặc dù hiếm khi, hội chứng Stevens-Johnson, hoại tử thượng bì nhiễm độc) và hiếm khi gây suy thận, viêm tụy, tổn thương gan, rối loạn thị giác, tăng bạch cầu ái toan và viêm phế nang. So với các thuốc NSAID khác, nó dễ gây ra rối loạn tiêu hóa và phản ứng nghiêm trọng trên da.